# Yannick Alléno

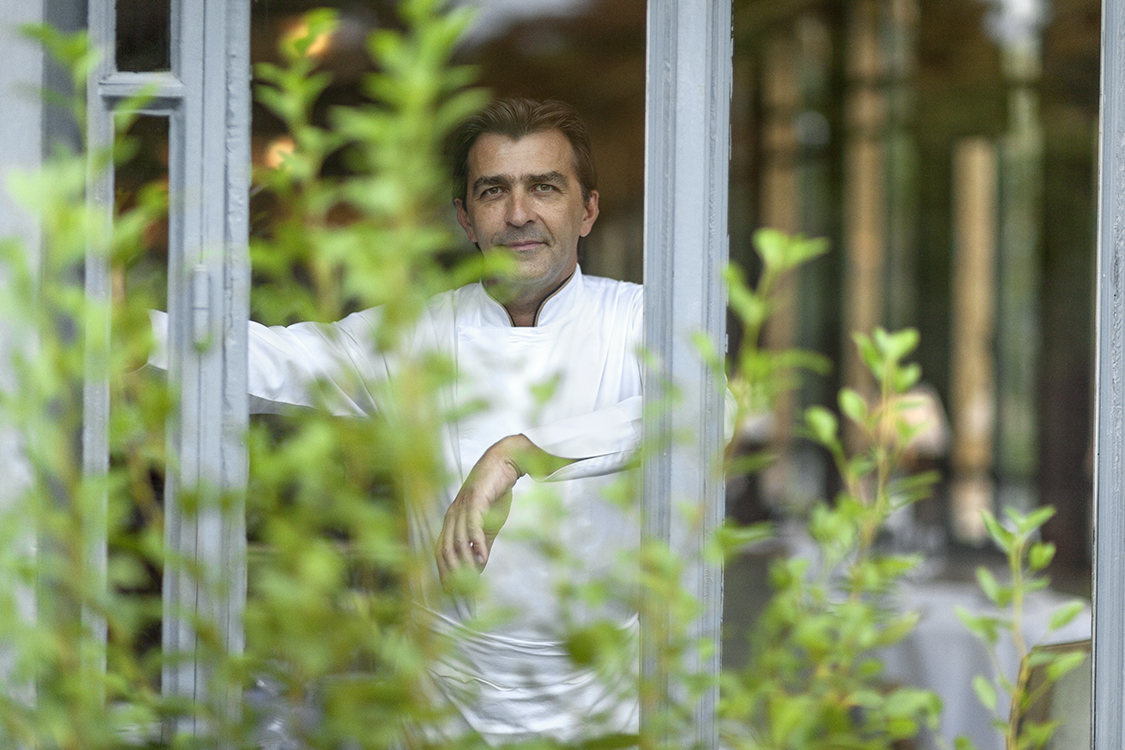
Yannick Alléno (2015)

Yannick Alléno (* 16. Dezember 1968 in Puteaux) ist ein französischer Koch, dessen Restaurants mehrfach mit der Bestnote von drei Sternen im Guide Michelin ausgezeichnet wurden.

## Leben
Alléno wurde in Puteaux in der Nähe von Paris in einer Kochfamilie geboren. Bereits im Kindesalter half er seiner Mutter in der Küche.
1999 platzierte sich Alléno auf dem zweiten Rang der Kochweltmeisterschaft Bocuse d’Or, bevor er 2003 der Chefkoch des Restaurants im Hôtel Le Meurice im 1. Arrondissement von Paris und damit Vorgesetzter einer 74-köpfigen Mannschaft wurde. Unter seiner Küchenleitung wurde das Restaurant mit zunächst zwei Michelin-Sternen bewertet, denen im Jahr 2007 die Bestnote von drei Sternen folgte.
Im Jahr 2008 gründete er mit Florence Cane, Ex-Direktorin der Groupe Ducasse, die Groupe Yannick Alléno, deren Restaurants in drei Hauptkonzepten gruppiert sind: Alléno, STAY und Terroir Parisiénne. Zu der Gruppe zählen 16 Restaurants in fünf Destinationen mit 1200 Angestellten. Neu leitet Alléno auch das Restaurant STAY des Luxushotels Signiel Seoul im 2017 eröffneten Lotte World Tower in der Hauptstadt Südkoreas.
Alléno ist mit der französischen Sängerin Patricia Kaas liiert.

## Auszeichnungen
- 1999: 2. Platz beim Bocuse d’Or
- 2007: drei Sterne im Guide Michelin für das Restaurant „Le Meurice“ in Paris
- 2015: drei Sterne im Guide Michelin für das Restaurant „Pavillon Ledoyen“ in Paris
- 2017: drei Sterne im Guide Michelin für das Restaurant „Le 1947“ in Courchevel